# Vincere l'odio
Vincere l'odio è un brano musicale di Elio e le Storie Tese, pubblicato come singolo nel 2016.
La canzone è stata eseguita per la prima volta al 66º Festival di Sanremo, dove si è piazzata in 12ª posizione. Il testo è composto da una successione di sette ritornelli, totalmente slegati tra di loro, ispirati a brani che hanno fatto la storia del Festival.
Il titolo della canzone è una parodia di Perdere l'amore di Massimo Ranieri.
Il brano è stato scritto dai componenti del gruppo Elio e le Storie Tese: da Stefano Belisari, Nicola Fasani, Davide Civaschi, Sergio Conforti.

## Classifiche
La canzone ha raggiunto la posizione numero 44 della classifica ufficiale italiana dei singoli FIMI.

## Tracce
1. Vincere l'odio – 3:10